# Scheibenberg
Scheibenberg est une ville de Saxe (Allemagne), située dans l'arrondissement des Monts-Métallifères, dans le district de Chemnitz.

## Géographie
Scheibenberg se situe au nord-ouest de la montagne homonyme, qui culmine à 807 m.